# Portrait d'Irma Brunner
Le Portrait d'Irma Brunner (dit La Viennoise, ou encore La Femme au chapeau noir) est un pastel du peintre français Édouard Manet, réalisé en 1881 et conservé au musée d'Orsay à Paris.

## Description

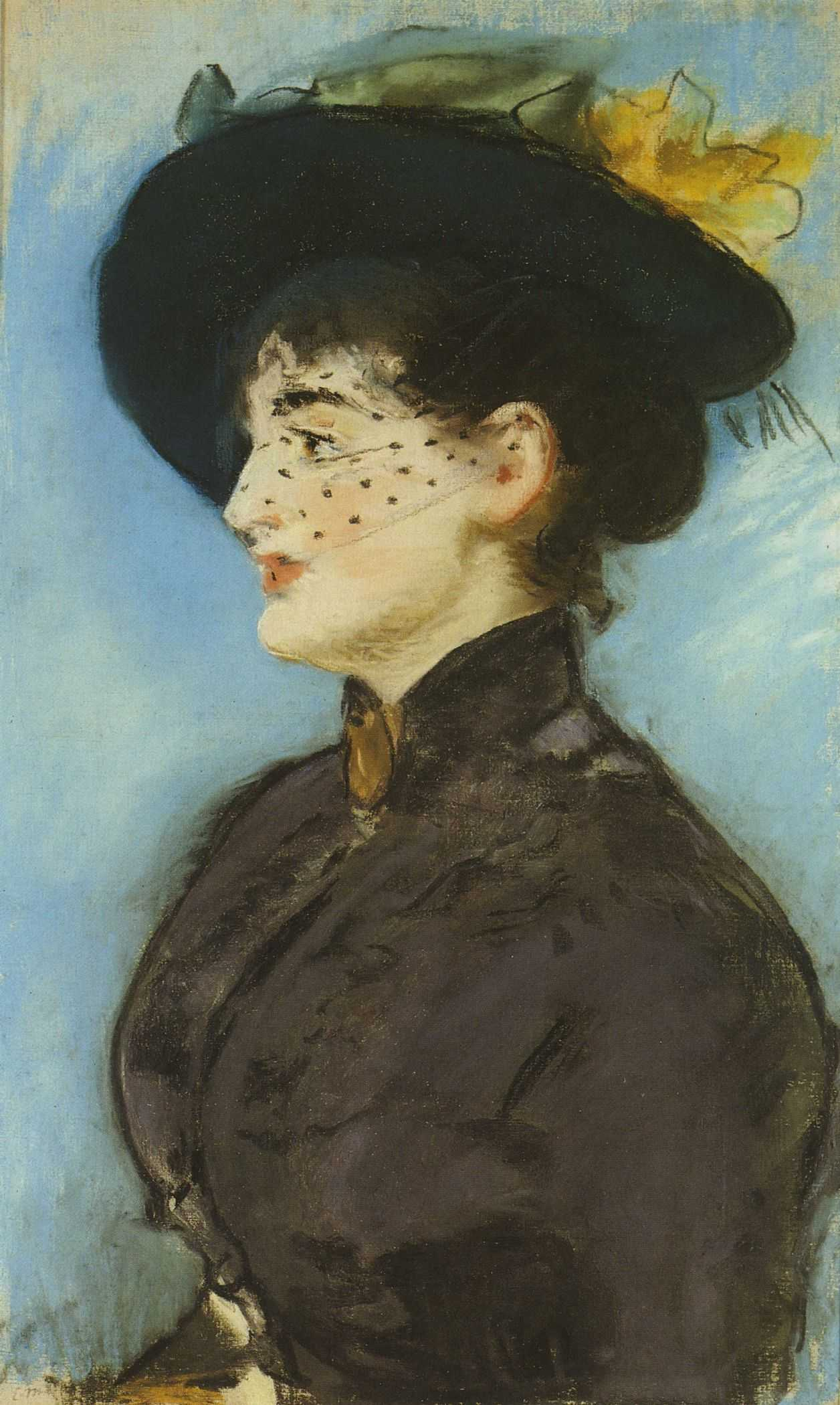
Autre portrait d’Irma Brunner toujours réalisé par Manet à la même époque que La Viennoise.

Au début des années 1880, Manet revient au portrait féminin avec la technique du pastel sur carton, également en raison de sa détérioration physique constante qui l'empêche de s'essayer à des compositions plus ambitieuses. Ainsi, Manet appelait souvent ses amis et connaissances et leur demandait de porter leurs plus beaux vêtements, notamment des chapeaux voyants, et leur rendait des œuvres d'une extrême élégance.  
Le portrait d'Irma Brunner, plus connu sous le nom de La Viennoise, « est l'un des plus exquis », selon le jugement du critique Marco Abate. Madame Brunner était une femme de la bonne société parisienne qui avait été présentée à Manet par leur amie commune, Méry Laurent. Dans son portrait, Manet recourt sans cesse à des choix figuratifs remontant à la Renaissance italienne : la femme noble est en fait vue de profil, dans une position qui souligne la régularité de son apparence et est dotée d’un contour. Le peintre, entre autres, n'hésite pas à mettre en valeur les tons veloutés offerts par la technique du pastel en orchestrant une symphonie raffinée de couleurs. C’est ainsi que l’éclat du teint du visage est mis en valeur non seulement par le maquillage, mais aussi par le chapeau de velours noir et les cheveux doux et lumineux, caractérisant l’artiste.  
Pour le même processus, il existe un équilibre entre les couleurs sombres de la partie supérieure du tableau et le corsage de la femme, teint avec un rose prononcé, qui reprend la couleur de l'oreille, qui a elle échappé au maquillage blanchissant. Le fond gris et uniforme et le rouge vif des lèvres complètent l'harmonie chromatique.  On peut noter que Manet dans cette peinture n'essaie pas de pénétrer le caractère du modèle, comme l'ont fait beaucoup d'autres peintres contemporains, tels que Degas. Irma Brunner, en fait, n’est pas très bien dessinée sur le plan psychologique, mais elle est décrite « comme si c’était de belles fleurs » (la citation est toujours d'Abate) et, en fait, nous apparaît comme le plus éclatant témoignage de l’élégance parisienne dans la société de la seconde moitié du XIXe siècle.